# Leclercville
Leclercville är en kommun i provinsen Québec i Kanada. Den ligger i regionen Chaudière-Appalaches, i den sydöstra delen av landet, 300 km öster om huvudstaden Ottawa. Kommunen bildades 2000 genom sammanslagning av bykommunen med samma namn och socknen Sainte-Emmélie.